# James Mitchel
James Sarsfield "Jim" Mitchel (született: Mitchell) (Tipperary megye, Emly, Írország, 1864. január 30. – New York, New York, 1921. július 3.) amerikai olimpiai bronzérmes nehézatléta, kötélhúzó.
Az 1904. évi nyári olimpiai játékokon indult négy számban. Kötélhúzásban a négy amerikai válogatott közül a New York Athletic Clubban szerepelt és 4. lettek a többi amerikai válogatott mögött.
Három atlétikai dobószámban is versenyzett: diszkoszvetésben 6. lett, kalapácsvetésben 5., 56 fontos súlylökésben pedig bronzérmet nyert.
Összesen 76 nemzeti bajnoki címet nyert (amerikai, ír, angol, kanadai). Az 1904-es olimpián már 40 éves volt, így nem tudott maradandót alkotni. Részt vett volna az 1906-os nem hivatalos olimpián is Görögországban, de az odaúton megsérült. Visszavonulása után sportújságíró lett New Yorkban.